# Sydney McLaughlin-Levrone
Sydney Michelle McLaughlin-Levrone (nacida Sydney Michelle McLaughlin; Nuevo Brunswick, 7 de agosto de 1999) es una deportista estadounidense que compite en atletismo, especialista en las carreras de vallas y de relevos.
Participó en tres Juegos Olímpicos de Verano, entre los años 2016 y 2024, obteniendo cuatro medallas de oro, dos en Tokio 2020, en las pruebas de 400 m vallas y 4 × 400 m, y dos en París 2024, en 400 m vallas y 4 × 400 m.
Ganó cuatro medallas en el Campeonato Mundial de Atletismo, en los años 2019 y 2022.
En julio de 2022 estableció una nueva plusmarca mundial de los 400 m vallas (50,68 s), que volvió a batir en julio de 2024 con un registro de 50,65 s.
Fue elegida Atleta del año por World Athletics en 2022.

## Palmarés internacional
| Juegos Olímpicos   | Juegos Olímpicos        | Juegos Olímpicos | Juegos Olímpicos |
| Año                | Lugar                   | Medalla          | Prueba           |
| ------------------ | ----------------------- | ---------------- | ---------------- |
| 2020               | Tokio (Japón)           | Medalla de oro   | 400 m vallas     |
| 2020               | Tokio (Japón)           | Medalla de oro   | 4 × 400 m        |
| 2024               | París (Francia)         | Medalla de oro   | 400 m vallas     |
| 2024               | París (Francia)         | Medalla de oro   | 4 × 400 m        |
| Campeonato Mundial |                         |                  |                  |
| Año                | Lugar                   | Medalla          | Prueba           |
| 2019               | Doha (Catar)            | Medalla de oro   | 4 × 400 m        |
| 2019               | Doha (Catar)            | Medalla de plata | 400 m vallas     |
| 2022               | Eugene (Estados Unidos) | Medalla de oro   | 400 m vallas     |
| 2022               | Eugene (Estados Unidos) | Medalla de oro   | 4 × 400 m        |